# William Wyndham
William Wyndham, 3. baronet  Wyndham  (1687 - 17 czerwca 1740) – angielski polityk torysowski. 
Jedyny syn Edwarda Wyndhama. Kształcony w Oksfordzie (Christ College). W parlamencie od 1710 roku. Należał do stronników lorda Bolingbroke. Udział w spisku jakobickim doprowadził do jego uwięzienia w 1715 roku. Po 1723 roku jeden z liderów opozycji torysowskiej mającej na celu obalenie premiera Walpole’a.
Jego synem był późniejszy minister Charles Wyndham, 2. hrabia Egremont (1710-1763).